# Robert K. Goodwin
Robert Kingman Goodwin (* 23. Mai 1905 in Des Moines, Iowa; † 21. Februar 1983 in Rochester, Minnesota) war ein US-amerikanischer Politiker. Zwischen 1940 und 1941 vertrat er den Bundesstaat Iowa im US-Repräsentantenhaus.

## Werdegang
Robert Goodwin besuchte die öffentlichen Schulen seiner Heimat und studierte danach bis 1928 an der Drake University in Des Moines. Später studierte er an der George Washington University Jura. Im Jahr 1929 zog Goodwin nach Redfield im Dallas County in Iowa. Dort stellte er zwischen 1934 und 1949 Mauer- und Ziegelsteine her. Außerdem arbeitete er dort in der Landwirtschaft. Zwischen 1938 und 1940 war Goodwin Bürgermeister von Redfield.
Politisch war er Mitglied der Republikanischen Partei. In den Jahren 1936 und 1938 nahm er als Delegierter an deren regionalen Parteitagen in Iowa teil. Von 1939 bis 1940 war er Vizepräsident der Landwirtschaftsbehörde (Farm Bureau) im Dallas County. Nach dem Tod des Kongressabgeordneten Cassius C. Dowell gewann er die fällige Nachwahl im sechsten Wahlbezirk von Iowa und nahm am 5. März 1940 seinen Platz im US-Repräsentantenhaus in Washington, D.C. ein. Dort beendete er bis zum 3. Januar 1941 die angebrochene Legislaturperiode. Bei den regulären Kongresswahlen des Jahres 1940 verzichtete er auf eine weitere Kandidatur.
Zwischen 1941 und 1965 war Goodwin Direktor der Central National Bank & Trust Co. Während des Zweiten Weltkrieges gehörte er zwischen 1942 und 1945 der Reserve der US-Marine an. 1952 war er Delegierter zur Republican National Convention in Chicago, auf der Dwight D. Eisenhower als Präsidentschaftskandidat nominiert wurde. Zwischen 1952 und 1956 gehörte Goodwin dem Republican National Committee an. Außerdem war er Kurator und Vizepräsident der Herbert-Hoover-Stiftung. Zusätzlich arbeitete er wieder in der Ziegelsteinherstellung. Robert Goodwin starb im Februar 1983 in Rochester und wurde in Des Moines beigesetzt.